# Державна премія СРСР
Держа́вна пре́мія СРСР (1966–1991) — одна з форм заохочення радянських громадян за видатні творчі досягнення в галузі науки і техніки, літератури і мистецтва; одна з найважливіших премій в СРСР нарівні з Ленінською (1925–1935, 1957–1991).
Державні премії СРСР засновані постановою ЦК КПРС і Ради Міністрів СРСР від 9 вересня 1966 (СП СРСР, 1966, № 21, ст. 188), від 26 березня 1969 (СП СРСР, 1969, № 8, ст. 48), від 11 серпня 1969 (СП СРСР, 1969, № 19, ст. 110). Положення про Державну премію СРСР затверджено постановою ЦК КПРС і Ради Міністрів СРСР від 17 вересня 1967 (СП СРСР, 1967, № 6, ст. 29).
Відповідно до положення про Державну премію СРСР, вона присуджується за наукові дослідження, що роблять великий внесок у розвиток вітчизняної науки, за роботи зі створення і впровадження в народне господарство найпрогресивніших матеріалів, машин і механізмів; за нові високопродуктивні технологічні процеси; за впровадження передового виробничо-технічного досвіду, що має велике народногосподарське значення; за оригінальні і економічні архітектурні та технічні споруди; за глибокі теоретичні дослідження з питань державного і господарського будівництва і марксистсько-ленінської науки, за найталановитіші високоідейні твори літератури і мистецтва.
За наявності нових великих досягнень лауреата Державної премії СРСР ця премія може бути присуджена йому вдруге, але не раніше ніж через 5 років після попереднього присудження цієї премії. Лауреатами трьох премій стали Ч. Т. Айтматов, О. М. Єфремов, В. М. Шумський, В. М. Челомей, С. П. Непобедимий.
Державні премії присуджувалися щорічно в річницю Жовтневого перевороту в кількості до 50 — у галузі науки і до 10 — у галузі літератури, мистецтва і архітектури. Починаючи з 1970 додатково була заснована одна Держпремія СРСР за твори літератури і мистецтва для дітей і чотири премії за створення підручників для вищих, середніх спеціальних та середніх навчальних закладів.
Розмір Державної премії СРСР — 5 тис. рублів кожна (половину розміру Ленінської премії).
Заснована в 1966, як правонаступник Сталінської премії, що присуджувалася в 1941–1954; лауреати Сталінської премії могли обміняти свої медалі і документи на відповідні атрибути Держпремії.
У СРСР в 1960—1980-ті роки в довідковій літературі «Державною» з політичних міркувань називалася і сама Сталінська премія. Державна премія присуджувалася щорічно за успіхи в праці і високі досягнення в науці і техніці, літературі і мистецтві, архітектурі. Серед нагороджених були письменники, учені, діячі мистецтв, до 100 осіб річно.
У союзних республіках були засновані республіканські Державні премії.